# Hans Böck

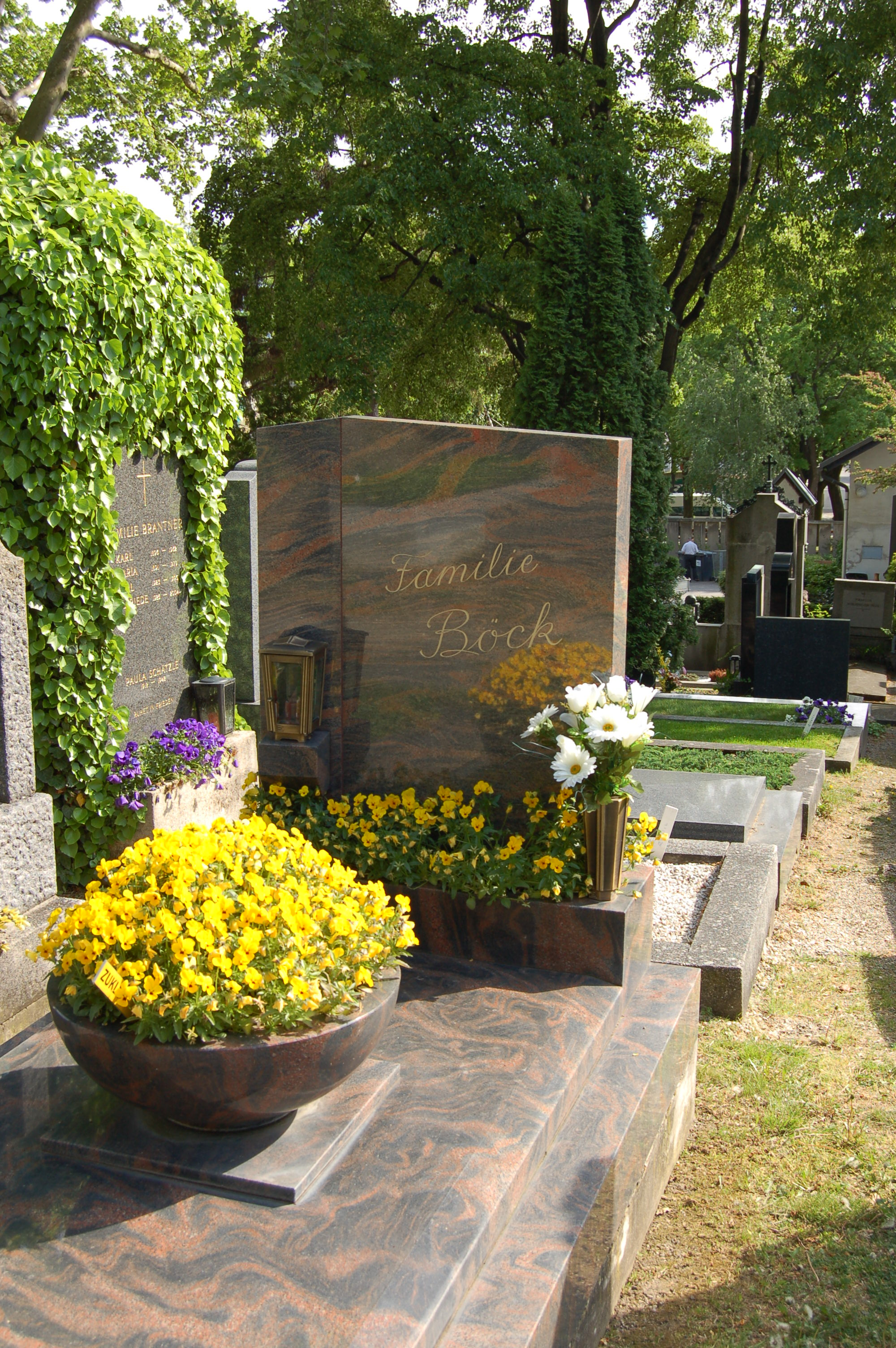
Grabmal von Hans Böck

Hans Böck (* 22. Februar 1914 in Wien; † 9. November 1991 ebenda) war ein österreichischer Politiker (SPÖ).

## Leben
Böck absolvierte die Pflichtschule und die gewerblichen Fortbildungsschule und war in der Folge Angestellter des Österreichischen Gewerkschaftsbundes und Gewerkschaftssekretär. Während der Nationalsozialistischen Ära war Böck Mitglied der illegalen Gewerkschaftsleitung, 1946 wurde er hauptberuflicher Gewerkschafter. Bock hatte in der Folge von 1967 bis 1976 die Funktion des Vorsitzenden der Gewerkschaft der Bau- und Holzarbeiter inne.
Böck war von 22. April 1966 bis zum 27. September 1976 Mitglied des Bundesrates und wurde nach dem Einsturz der Reichsbrücke am 1. August 1976 in die Wiener Landesregierung und den Wiener Stadtsenat gewählt. Er gehörte der Landesregierung Gratz III bis zum 14. Februar 1979 an und hatte das Ressort Bauten inne.
Nach seinem Tod wurde Böck in einem ehrenhalber gewidmeten Grab auf dem Dornbacher Friedhof (Gruppe 5, Nr. 28) beigesetzt.

## Auszeichnungen
- 1974: Großes Goldenes Ehrenzeichen für Verdienste um die Republik Österreich[1]